# Gewöhnliche Feilennatter
Die Gewöhnliche Feilennatter (Limaformosa capensis) ist eine Schlangenart der Gattung Limaformosa innerhalb der Familie Lamprophiidae.

## Merkmale
Die Gewöhnliche Feilennatter ist eine große Schlangenart, die über 1,70 m lang wird. Die Beschuppung ist dorsal dunkelbraun bis schwarz und in 15 Reihen angeordnet. Entlang der Wirbelsäule ist die Schuppenreihe jedoch weiß und die anderen, dunklen Schuppenreihen weisen weiße Spitzen auf. Die einzelnen Schuppen sind dabei durch Haut weit voneinander getrennt. Die Gewöhnliche Feilennatter besitzt 193–224 Ventralia (Bauchschuppen), 39–60 Subcaudalia und 7 Supralabialia (Oberlippenschilde).

## Lebensweise
Die Gewöhnliche Feilennatter lebt in Savannen. Sie ist nur selten anzutreffen, da sie sich tagsüber in Bodenlöchern, hohlen Baumstümpfen, verlassenen Termitenhügeln und anderen Hohlräumen versteckt. Ihre Beute jagt sie nachts. Die Weibchen legen Gelege von 5 bis 13 Eiern.

## Verbreitung
Die Gewöhnliche Feilennatter ist im Südlichen Afrika verbreitet. Darüber hinaus kommt sie weiter nördlich in Ostafrika vor, darunter in Somalia, Uganda, Äthiopien, Eritrea und dem Südsudan. Die IUCN stuft die Art aufgrund ihres großen Verbreitungsgebiets als nicht gefährdet (least concern) ein.

## Systematik
Die Art wurde 1847 von dem britischen Zoologen Andrew Smith als Heterolepis capensis erstbeschrieben. Es werden keine Unterarten unterschieden.
Synonyme:
- Simocephalus capensis Boulenger, 1893
- Gonionotophis capensis Kelly, 2011
- Mehelya capensis Wallach, 2014